# Văn minh La Mã cổ đại
Nền văn minh La Mã cổ đại đã có lịch sử lâu đời và để lại nhiều giá trị to lớn cho nhân loại ngày nay trong nhiều lĩnh vực.

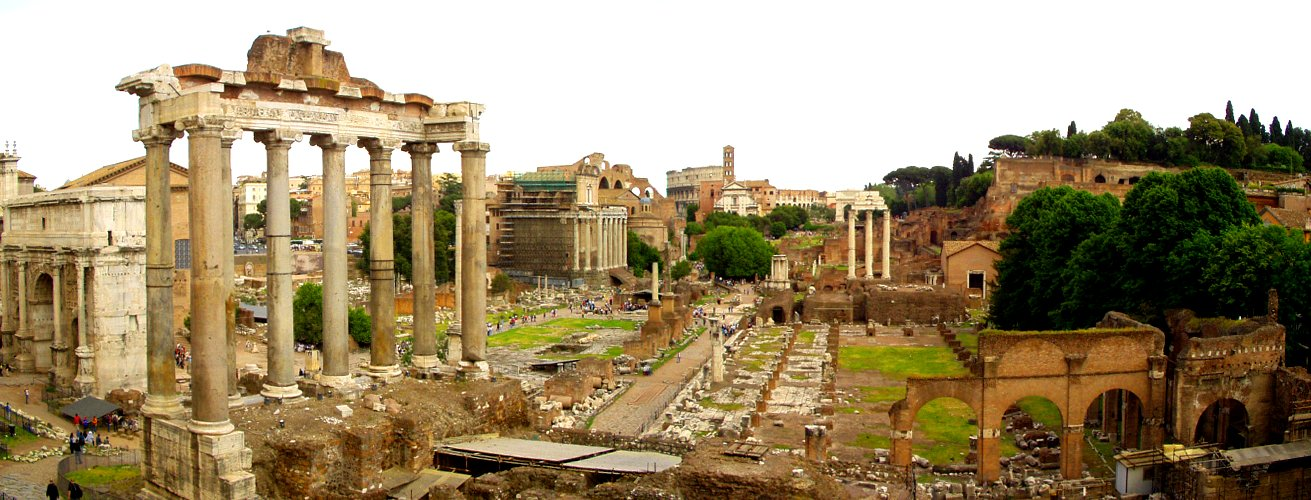
Roma ngày nay trước kia từng là vùng đất trung tâm của sự phát triển trong thời kỳ Lã mã cổ đại

.

## Cơ sở hình thành văn minh La Mã cổ đại

### Địa lý
Bán đảo Ý dài và hẹp vươn ra Địa Trung Hải, với dãy Alpes về phía Bắc ngăn cách với châu Âu. Bán đảo Ý trong trên bản đồ như một chiếc ủng, bao bọc ba mặt là biển, phía Nam bán đảo là đảo Sicilia, phía Tây là đảo Corse và Sardegna.
Bán đảo Ý có những điều kiện thuận lợi để hình thành và phát triển một nền văn minh: những đồng bằng phì nhiêu bên sông Po, Trung Ý và đảo Sicilia cùng với khí hậu ấm áp mưa nhiều; bán đảo Ý cũng là nơi có lượng khoáng sản phong phú như đồng, chì, sắt, v.v.; giao thông biển rất thuận lợi cho việc buôn bán, giao lưu với các nền văn minh khác trong vùng.
Nền văn minh La Mã là nơi khá sớm có con người cư trú, có thể khẳng định vào loại sớm nhất với lục địa châu Âu. Bán đảo Ý là nơi hội tụ của các nền văn minh Đông và Tây Địa Trung Hải, Bắc Phi. Mặc dù sự cực thịnh của nền văn minh La Mã không được các nhà nghiên cứu đánh giá sớm hơn các nền văn minh lân cận, như nền văn minh Ai Cập cổ đại hay nền văn minh Tây Á nhưng lại phát triển rực rỡ và cực thịnh.
Từ thời đồ đá cũ đã xuất hiện những cư dân sống ở bán đảo. Thời kỳ này, sự di cư của các cư dân từ các lục địa vào bán đảo Ý và bị cách biệt với phần còn lại của châu Âu bởi dãy núi Alpes nên việc giao lưu gần như bắt buộc với các nền văn minh khác quanh biển Địa Trung Hải. Cư dân của La Mã tương đối thuần nhất do phạm vi hẹp và tương tự một ốc đảo ở Nam châu Âu, được gọi chung là người Ý.

### Dân cư
Người dân có mặt sớm nhất ở trên bán đảo Italia được gọi là Italiot, trong đó bộ phận sống trên đồng bằng latium là người gốc Latinh (Latin), ngoài ra còn có một số nhỏ người gốc Gôloa và gốc Hy Lạp

## Quá trình phát triển của nền văn minh La Mã

### Lịch sử
Lịch sử của La Mã có thể được chia ra thành ba thời kỳ chính như sau:
- Thời kỳ cổ đại Estrusque, Từ thế kỷ thứ 8 đến hết thế kỷ thứ 4 TCN

Ở thời kỳ này, xã hội La Mã còn manh mún, các chủ đất chưa thống nhất và phân chia tranh giành ảnh hưởng và cân bằng lẫn nhau. Kinh tế dựa vào nông nghiệp là chủ yếu, lãnh thổ La Mã chủ yếu tập trung tại miền Nam Ý ngày nay.
- Thời kỳ Cộng hòa La Mã, (từ thế kỷ thứ 3 đến thế kỷ thứ 1 TCN

Thời kỳ này hình thành một nhà nước cộng hòa tại Roma mà về sau ảnh hưởng rất lớn đến đường lối chính trị của nhiều quốc gia Tây Phương, và cho đến ngày nay vẫn còn giá trị.
- Thời kỳ Đế quốc La Mã (Từ thế kỷ thứ 1 TCN đến năm 476)

Đó là thời kỳ phát triển rực rỡ của La Mã bằng việc bành trướng lãnh thổ, Đế quốc La Mã có lãnh thổ hầu như toàn bộ khu vực Địa Trung Hải. Lần lượt các vùng lãnh thổ như, Hy Lạp (146 TCN), cùng với lãnh thổ Tiểu Á, Syria, Phoenicia, Palestine và Ai Cập bị sáp nhập vào Đế quốc La Mã. Trong thế kỷ thứ 1 đến thế kỷ thứ 2, Đế quốc La Mã phát triển cực thịnh, lãnh thổ rộng lớn, các đô thị của La Mã được xây dựng và để lại cho đến ngày nay, như Londinium, (London ngày nay), Lucdium, (Lyon ngày nay), Köln, Strasburg, Viên...
Nhưng từ thế kỷ thứ 2, Đế quốc La Mã có nhiều tranh giành quyền lực và suy yếu. Đến thế kỷ thứ 4, nhiều cư dân bên ngoài xâm nhập và Đế quốc La Mã bị chia hai: Tây La Mã và Đông La Mã (gọi là Đế chế Byzantine). Tây La Mã bị sụp đổ vào năm 476; và Đế quốc Đông La Mã bị sụp đổ vào năm 1453.

### Các mốc lịch sử

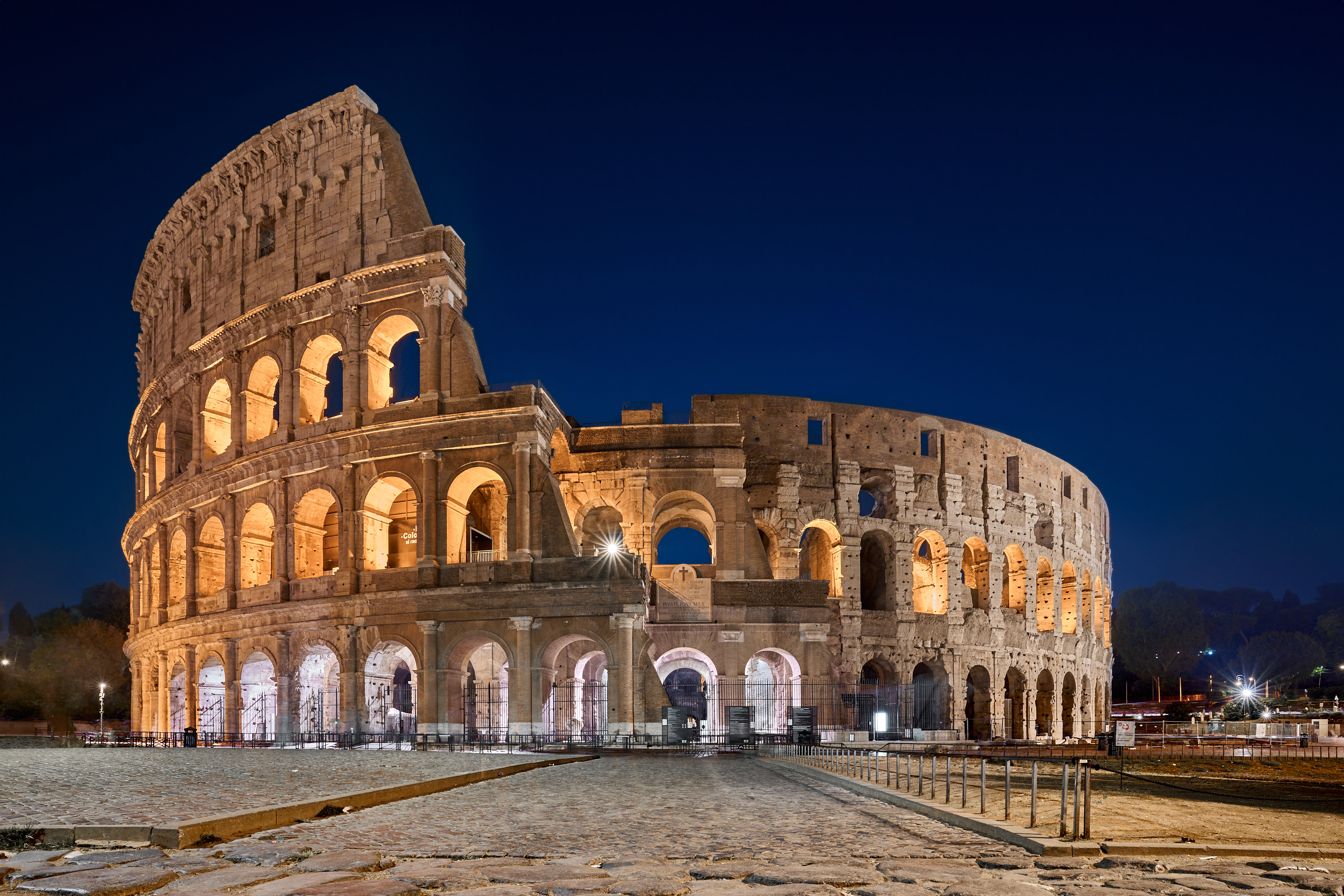
Đấu trường Colisée buổi tối với ánh đèn ở Roma

Theo truyền thuyết, năm 753 TCN người dân ở đồng bằng Latium đã dựng nên một toà thành bên bờ sông Tevere. Họ đã lấy tên người cầm đầu là Romulus để đặt cho toà thành đó, vì vậy có tên là Roma.
Giai đoạn 753 - 510 TCN, đứng đầu nhà nước là vua, dưới vua có Viện nguyên lão và Đại hội nhân dân. Vì vậy thời kì này còn được gọi là thời kì Vương chính.
Thời kì Cộng hoà La Mã vào khoảng từ năm 510 đến năm 30 TCN (thế kỉ I TCN). Giai đoạn này quyền lực tối cao nằm trong tay Viện nguyên lão do dân bầu, đứng đầu Viện nguyên lão là hai quan chấp chính có quyền lực ngang nhau. Từ đó, việc chính quyền trở thành việc chung của dân (res publica). Đây cũng là giai đoạn La Mã sử dụng sức mạnh quân sự của mình để mở rộng lãnh thổ. Thế kỉ VIII TCN, La Mã chỉ là một thành bang nhỏ bé năm ở miền trung bán đảo Ý thì đến thế kỉ I TCN, La Mã đã trở thành một đế quốc rộng lớn bao trùm toàn bộ những vùng đất quanh bờ Địa Trung Hải.
Thời kì Đế quốc La Mã từ năm 30 TCN đến năm 476 sau Công nguyên. Do hàng thế kỉ sử dụng chiến tranh để mở rộng bờ cõi nên vai trò các tướng lĩnh ở La Mã ngày càng tăng, xu hướng độc tài đã xuất hiện. Năm 47 TCN, một viên tướng đã lập nhiều chiến công của La Mã là Julius Caesar định nắm hết quyến lực vào tay mình nhưng không thành, ông bị ám sát bởi những người bảo vệ cho nền Cộng hoà. Năm 27 TCN, cháu của Julius Caesar là Octavius, bằng những biện pháp khôn khéo hơn đã lôi kéo dần những nhân vật của Viện nguyên lão, loại trừ những người không thể lôi kéo. Năm 27 TCN, Viện nguyên lão đã suy tôn Octavius là Augustus (Đấng tối cao). Vậy là từ năm 30 thuộc thế kỉ I TCN nền Cộng hoà La Mã đã bị xoá bỏ.
Thế kỉ III sau Công nguyên, chính quyền La Mã bắt đầu bước vào giai đoạn suy yếu. Chiến tranh quanh Địa Trung Hải không còn cung cấp đủ số lượng nô lệ cho các đại điền trang và các khu mỏ để bù lại số lượng nô lệ đã chết. Số nô lệ còn lại do cuộc sống quá cực khổ nên cũng nổi loạn hay bỏ trốn rất nhiều. Nền kinh tế bị khủng hoảng, quân đội suy yếu. Nhân cơ hội đó, các bộ tộc Germanie từ bên ngoài tràn vào cướp phá. Năm 330, Hoàng đế La Mã Constantinus I đã dời đô từ Rôma sang Constantinopolis thuộc khu vực Byzantium. Năm 395, đế quốc La Mã bị chia ra làm hai, Đông La Mã và Tây La Mã. Nhà nước Tây La Mã định đô ở Ravenna, sau đó vào năm 476 thì bị người Germanie tiêu diệt. Còn nhà nước Đông La Mã lấy Constantinopolis làm kinh đô, thì đến năm 1453 bị đế quốc Ottoman thôn tính.

## Văn hoá La Mã

### Ngôn ngữ

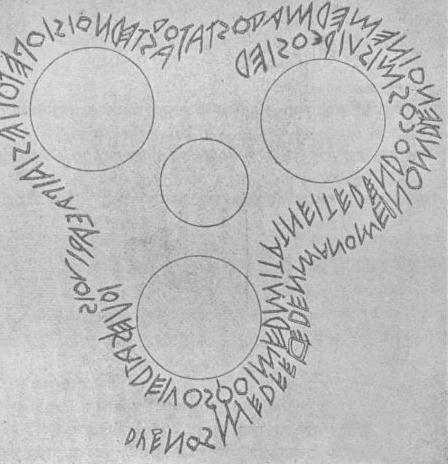
Bản khắc có từ thế kỷ 6 TCN được xem như nguồn gốc chữ viết của La Mã

Ngôn ngữ chính thức của La Mã là tiếng Latin, thuộc nhóm gốc Ý của hệ Ấn-Âu. Với bảng mẫu tự chữ cái trên cơ sở của bảng chữ cái Hy Lạp. Tuy vậy, bảng chữ cái Latin lại có đời sống rộng rãi và trường tồn cùng với các bước phát triển văn học. Ngôn ngữ Latin được xem như là thứ ngôn ngữ của sự tao nhã, lãng mạn và được phát triển lên một tầm cao mới vào thế kỷ 1 TCN. Thực tế, ngôn ngữ của Đế quốc La Mã là thứ tiếng Latin dân dã (vulgar Latin), khác nhiều với ngôn ngữ Latin kinh điển ở ngữ pháp và từ vựng và cách phát âm.

### Hội họa, văn học và âm nhạc
Xem bài chính: Hội họa La Mã, Văn học La Mã, Điêu khắc La Mã và Âm nhạc La Mã

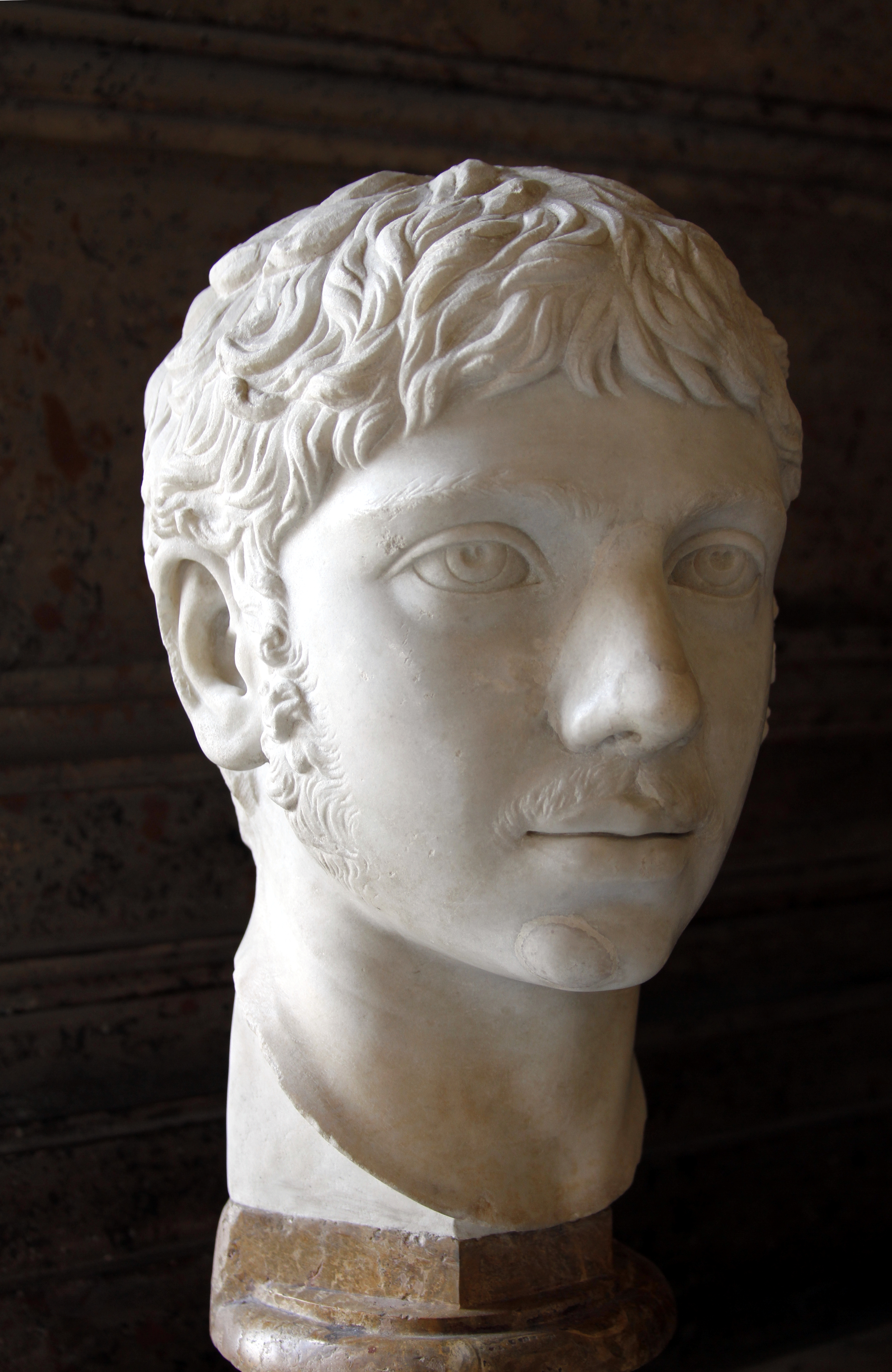
Bức tượng hoàng đế Elagabalus, có niên đại năm 204-222

Có rất nhiều thể loại hội họa của thời kỳ đầu La Mã chịu ảnh hưởng theo lối thời Etruscan, đặc biệt ở các truyền thống hội họa công cộng. Vào thế kỷ thứ 3 TCN, hội họa Hy Lạp ảnh hưởng lên La Mã do chiến tranh và chiến lợi phẩm mang lại. Rất nhiều gia đình ở La Mã đã treo các bước tranh phong cảnh của các họa sĩ Hy Lạp.
Nghệ thuật điêu khắc của La Mã thể hiện những người trai trẻ với vẻ đẹp cân đối cổ điển, về sau mở ra trường phái pha trộn chủ nghĩa hiện thực và chủ nghĩa duy tâm.
Văn học Latin chịu sự ảnh hưởng nặng nề của các tác giả Hy Lạp cổ đại. Một số tác phẩm thời kỳ Đế quốc La Mã thể hiện bằng các thiên anh hùng ca về chiến thắng vĩ đại của Đế chế. Dưới thời nền Cộng hòa mở rộng, bắt đầu xuất hiện các thể loại như, thi ca, kịch nói, sử học và bi kịch.

### Thể thao và các hoạt động

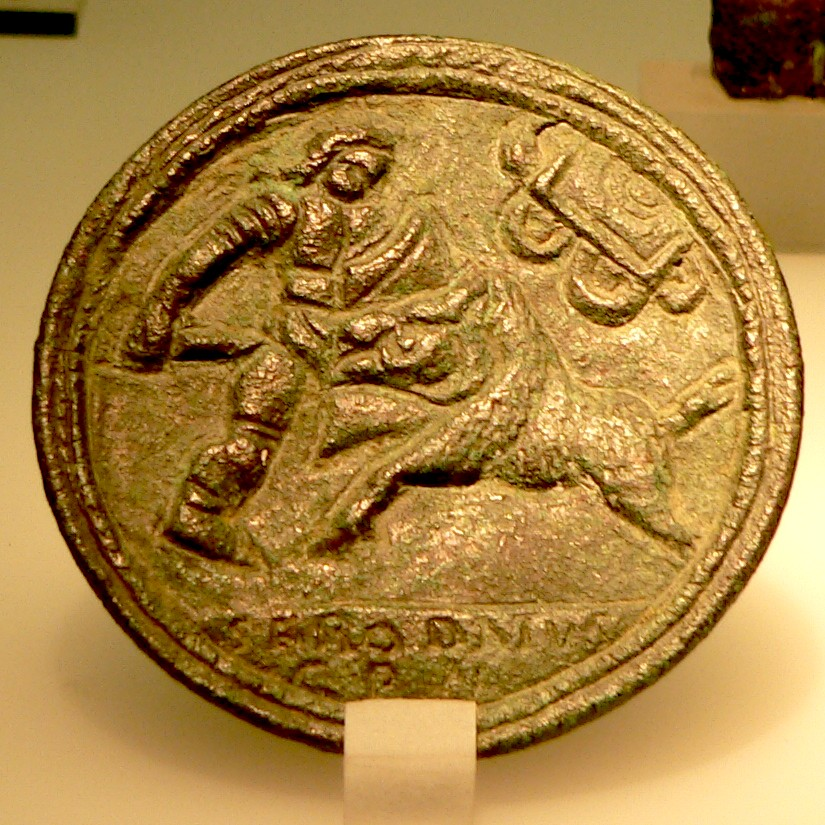
Hình ảnh một đấu sỹ đấu lợn rừng

Ở các thành phố cổ của La Mã có một nơi gọi là campus, là nơi để các binh sĩ tập luyện, thường gần khu vực có sông Tiber. Về sau, campus trở thành các trường đua của La Mã và khu vực hoạt động thể thao, nơi mà có Julius Caesar và Augustus thường hay lui tới. Bắt chước campus ở Roma, nhiều khu vực thuộc doanh trại quân đội cũng thực hiện xây dựng các khu vực như thế.
Tại các campus, các chàng trai trẻ của cư dân lân cận bị thu hút đến rèn luyện và thi đấu, ở đó có các môn về nhảy, đấu vật, đấm box và đua ngựa. Môn đua ngựa, ném lao và bơi lội là những môn luôn được ưa thích hơn cả. Ở các miền quê, những trò câu cá và đi săn ngự trị. Phụ nữ không mấy khi tham gia vào các trò chơi của cánh đàn ông. Chơi bóng là trò chơi được ưa chuộng, và ở La Mã có rất nhiều người chơi bóng, bao gồm có bóng ném (Expulsim Ludere), khúc côn cầu trên cỏ và một vài trò chơi từ bóng đá.
Một thú chơi được ưa thích là các cuộc tranh tài của các đấu sỹ. Các đấu sỹ chiến đấu với nhau một mất một còn với các loại vũ khí và trong các kịch bản cũng rất khác nhau. Một cuộc đấu nổi tiếng về sự can đảm và được nhiều người nhớ đến đó là dưới thời Hoàng đế Claudius. Các cuộc trình diễn mãnh thú cũng được ưa chuộng ở La Mã, các mãnh thú có nguồn gốc bên ngoài cũng được tham gia trình diễn hoặc tham gia trận đấu. Một người tù hay một đấu sỹ sẽ phải tự bảo vệ mạng sống của mình và được phóng thích nếu chiến thắng trong cuộc đấu với mãnh thú.

### Khoa học ứng dụng

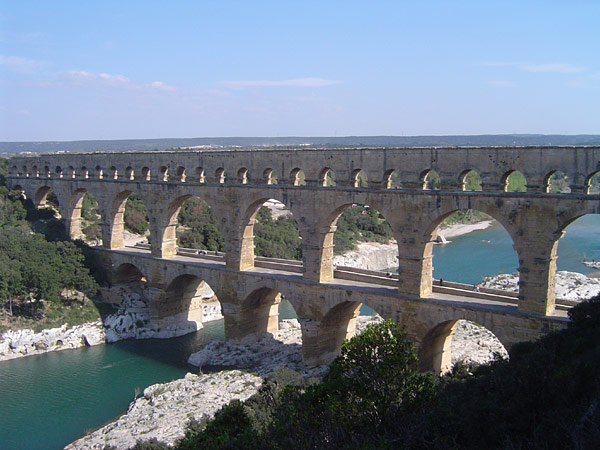
Pont du Gard ở Pháp là một trong những kênh dẫn nước được xây dưới thời La Mã, năm 19 TCN

Niềm kiêu hãnh về công nghệ của La Mã được thể hiện ở rất nhiều công trình khoa học ứng dụng mà về sau này các nhà khoa học còn kinh ngạc khi nghiên cứu. Nhiều công trình bị hư hại hoặc biến mất, nhưng ngày nay vẫn còn nhiều chứng cứ và vết tích chỉ cho ta thấy mức độ to lớn và giá trị khoa học của chúng. Tuy vậy, nhiều nhà khoa học nổi tiếng về các nền văn minh khác nhau cho rằng công nghệ của nền văn minh La Mã thiếu tính sáng tạo và tiên tiến. Một báo cáo khoa học mới đây là một khích lệ hiếm có; Xã hội Roma với đích đến là kết nối các chiến binh, những người mà phải cai trị đất nước có tư tưởng rộng lớn, và luật Roma soạn ra không chú trọng đến điều sở hữu trí tuệ hoặc khuyến khích phát minh. Khái niệm về khoa học và công nghệ thực tế không tồn tại khi đó, sự tiến bộ luôn luôn lấy nền tảng từ thủ công, với một nhóm thợ thủ công luôn hiềm khích và ganh tị với công nghệ mới giống như bí mật trong thương mại. Tuy nhiên, một vài công nghệ bảo vệ tính mạng (trong chiến đấu) lại được người La Mã chú trọng và phát triển khá tốt, góp phần bảo vệ sức mạnh cai trị của La Mã và có tầm ảnh hưởng mạnh mẽ đến châu Âu sau này.
Kỹ nghệ La Mã được thực hiện trong một không gian rộng lớn của trên một tầm cao mới và có kế thừa, đã góp phần xây dựng hàng trăm con đường, cây cầu, hệ thống dẫn nước, các phòng tắm, rạp hát và các đấu trường. Rất nhiều các công trình, ví dụ như đấu trường Colosseum, Pont du Gard và Pantheon, vẫn còn đứng vững làm chứng tích cho công nghệ và văn hóa Roma.

### Kiến trúc xây dựng
La Mã có niềm tự hào về các công trình kiến trúc của họ, khi mà có sự kết hợp các kiến thức truyền thống của nền văn minh Hy Lạp kinh điển. Tuy nhiên, do sự bành trướng của cộng hòa La Mã, mà các công trình xây dựng của Roma gần như cùng kiểu của Hy Lạp đương thời. Mặc dù vậy, vẫn có sự khác nhau giữa hai trường phái La Mã và Hy Lạp về kiểu cách trong xây dựng, La Mã vay mượn cứng nhắc sự chính xác, đề án phác thảo, tính cân xứng từ Hy Lạp. Ngoài ra từ hai kiểu cột mới là kiến trúc hỗn hợp và kiểu Toscana, một nửa là kiểu mái vòm với phong cách từ Etruscan, Roma đã có khá nhiều cách tân vào cuối thời Cộng hòa La Mã.
Điểm đặc biệt ở thời gian thế kỷ 1 TCN, La Mã đã bắt đầu biết dùng bê tông, thay thế cho đá cẩm thạch như nguồn vật liệu xây dựng chính và cho phép xây dựng nhiều công trình kiến trúc phức tạp hơn. Đồng thời ở thế kỷ 1 TCN, Vitruvius lần đầu tiên cho ghi chép các kiến thức kiến trúc xây dựng vào sử học. Về sau thế kỷ thứ 1 CN, La Mã cũng bắt đầu cho sản xuất thủy tinh ngay sau khi Syria phát hiện ra chúng. Đồ chạm khảm cũng theo đoàn quân viễn chinh ở Hy Lạp quay về La Mã. Rất nhiều vật dụng của La Mã được sản xuất từ bê tông.
Một trong những giá trị kiến trúc của người La Mã cổ đại thể hiện qua các cầu vòm bằng đá. Nhờ những chiếc cầu này mà hệ thống giao thông nối liền các vùng của đế chế La Mã trở nên thuận lợi.
Công trình kiến trúc La Mã nổi tiếng hay được nhắc đến là đấu trường Colosseum và Khải hoàn môn. Kiến trúc sư La Mã nổi tiếng thời đó là Vitruvius.
Điêu khắc La Mã có cùng phong cách với điêu khắc Hy Lạp. Những bức tượng còn lại ở thành Roma và những phù điêu trên Khải hoàn môn là hiện vật tiêu biểu cho điêu khắc La Mã.

### Sử học
Từ thế kỉ III TCN, người La Mã đã có viết sử nhưng họ viết bằng chữ Hy Lạp. Người đầu tiên viết sử La Mã bằng chữ Hy Lạp là Phabiut.
Người viết sử La Mã bằng chữ Latinh (Latin) đầu tiên là Cato (234-149 TCN). Sau đó còn nhiều người khác như: Plutac (50 - 125 SCN),Tacitus (56 - 117 SCN).
Nhà sử học nổi tiếng nhất của La Mã ở thế kỉ II TCN là Polybius (200 - 118 TCN), gốc là người Hy Lạp. Bộ sử thi của ông gồm 40 quyển thuật lại một cách khái quát lịch sử của Hy Lạp, La Mã và các nước Đông bộ Địa Trung Hải trong khoảng 100 năm (từ 264 đến 146 TCN). Polybius là nhà sử học đầu tiên chú ý đến phương pháp sử học, chú ý đến việc biên soạn lịch sử nhiều nước và nhất là nhận thức rõ tác dụng giáo dục của lịch sử với cuộc sống. Coi quan điểm sử học là triết học, lấy sự việc thật để dạy người đời.

### Triết học
Các nhà triết học La Mã cũng đã kế thừa truyền thống của triết học Hy Lạp, kế thừa những tư tưởng duy vật của Đêmôcrit. Những nhà triết học tiêu biểu thời kì đó như: Lucretius, Ciceron.
Ngoài ra,sau này còn có những đại diện xuất sắc của trường phái"Khắc kỷ" như Seneca và Marcus AUrelius

### Luật pháp
Bộ luật thành văn cổ nhất ở La Mã là bộ Luật 12 bảng. Nó được gọi như vậy vì được khắc vào 12 bảng đá vào năm 452 TCN.
Luật La Mã là hệ thống luật cổ, được xây dựng năm (449 TCN), áp dụng cho thành Roma và sau đó là cả Đế quốc La Mã. Các nguồn của Luật La Mã thời Cổ đại được sưu tập trong Corpus Iuris Civilis được tái khám phá trong thời kỳ Trung cổ và mãi cho đến thế kỷ 19 vẫn được xem là nguồn luật pháp quan trọng trong phần lớn các quốc gia châu Âu. Vì thế mà người ta cũng có thể gọi các luật lệ có hiệu lực trên lục địa châu Âu trong thời kỳ Trung cổ và trong thời gian đầu của thời kỳ Hiện đại là Luật La Mã. 
Trong thời gian cuối của thời Cổ đại Hoàng đế Justinian I đã ra lệnh sưu tập lại các bản văn luật cũ. Tác phẩm luật mà sau này được biết đến dưới tên Corpus Iuris Civilis bao gồm các quyển sách dạy về luật (công bố năm 533), tập san các bài văn của các luật gia La Mã (tiếng La Tinh: digesta hay pandectae), các đạo luật do hoàng đế ban hành (Codex Iustinianus, công bố năm 534) và các đạo luật đã được sửa đổi bổ sung (novellae).

### Khoa học tự nhiên
Các nhà khoa học người La Mã cổ đại cũng có công sưu tập, tổng hợp những kiến thức khoa học khắp vùng Địa Trung Hải. Những nhà khoa học nổi tiếng thời đó như Plinius, Ptôlêmê, Hêrôn.

## Tôn giáo
Thần thoại cổ xưa của La Mã có đặc điểm rằng các thần không ngự trị ở đỉnh cao mà có yếu tố kết hợp giữa thần thánh và con người. Không giống như thần thoại Hy Lạp, người La Mã không vị cách hóa các thần, mà có thể hình dung như những siêu tục. Người La Mã luôn tin tưởng trong mỗi con người, địa thế, đồ vật đều có một thần bản mệnh của chính nó, kiểu như là linh hồn. Đến thời Cộng hòa La Mã, tôn giáo là sự tuân phục của hệ thống các thầy tu, thầy tế bề trên, mà họ là những người nắm giữ các vị trí ở Nghị viện La Mã. Các trường dòng ở Roma có một vị trí quan trọng, ở đó các Đại Giáo chủ nắm giữ quyền lực lớn nhất. Các giáo chủ nắm giữ việc thờ cúng các vị thần khác nhau, nhằm tạo niềm tin được che chở. Dưới thời Đế quốc La Mã, hoàng đế là người nắm giữ mệnh lệnh của các thần, và có quyền thờ cúng để tăng thêm sức mạnh, quyền uy.
Kết hợp với tín ngưỡng của Hy Lạp cổ đại, các thần La Mã cũ được tăng thêm sức mạnh từ các thần Hy Lạp. Theo cách này, thần Jupiter là cách hiểu của sự chuyển tải từ vị thần Zeus, thần Mars (vị thần của chiến tranh) là thần Ares và Neptune (thần của biển) là thần Poseidon.
Dưới sự cai trị của La Mã, rất nhiều dân tộc khác nhau cũng hình thành các tín ngưỡng và tôn giáo khác, như tín ngưỡng Ai Cập, tín ngưỡng Tây Á đa dạng. Đến thế kỷ thứ 2, đạo Cơ Đốc bắt đầu lan tỏa vào Đễ quốc La Mã, có sự hiềm khích và xung đột. Đạo Cơ Đốc bắt đầu được công nhận chính thức dưới triều vua Constantinus I, và tất cả các đạo khác chống đối đạo Cơ Đốc bị cấm ở Đế chế vào năm 391 bằng sắc lệnh của Hoàng đế Theodosius I.
Nói đến tôn giáo ở đế quốc La Mã cổ đại phải nói đến đạo Kitô, mặc dù đạo Kitô không phải ra đời tại Roma. Du nhập từ đầu Công nguyên nhưng đến năm 337 đạo Kitô mới được phát triển mạnh mẽ.
Theo truyền thống, người sáng lập ra Kitô giáo là Jesus Christus, Con Thiên Chúa, nhập thể trong lòng nữ đồng trinh Maria. Jesus ra đời vào đêm 24 rạng 25 tháng 12 năm 1 (Công nguyên) tại Bethlehem (thuộc Palestine ngày nay). Đến năm 30 tuổi, Jesus bắt đầu đi rao giảng Phúc Âm.
Thánh Kinh của Kitô giáo có Cựu ước (tiếp nhận từ Do Thái giáo) và Tân ước. Giáo lý của đạo tin vào Thiên Chúa Ba Ngôi (tam vị nhất thể). Đạo Kitô có quan niệm về cứu rỗi, thiên đường, địa ngục, thiên thần,... Về tổ chức, lúc đầu các tín đồ đạo Kitô tổ chức thành những cộng đoàn vừa mang tính chất tôn giáo, vừa giúp đỡ lẫn nhau trong cuộc sống. Đến thế kỉ II, các cộng đoàn Kitô dần phát triển thành Giáo hội.
Khi mới ra đời, đạo Kitô bị các hoàng đế La Mã và tầng lớp quan lại địa phương trấn áp rất tàn bạo. Vụ đàn áp đẫm máu nhất là vụ bách hại vào năm 64, dưới thời hoàng đế Nero, cướp đi sinh mạng của rất nhiều Ki-tô hữu. Nhưng số người theo đạo Kitô không những không giảm mà ngày càng tăng lên. Về sau, Giáo hội đề ra nguyên tắc "vương quốc thì trả cho vua, thiên quốc thì trả cho Chúa trời" tức là tôn giáo không dính dáng đến chính trị. Thấy đàn áp mãi không có tác dụng, các hoàng đế La Mã nghĩ tới biện pháp chung sống. Năm 311, một hoàng đế La Mã đã ra lệnh ngưng đàn áp các tín đồ Kitô. Năm 313, đạo Kitô được hoàng đế La Mã công nhận là hợp pháp. Năm 337, một hoàng đế La Mã lúc đó là Constantinus Đại đế đã gia nhập đạo Kitô.
Việc Hoàng đế theo đạo Kitô dẫn tới sự truyền giáo được mở rộng. Ngân quỹ quốc gia cũng được chi ra để đóng góp cho Nhà thờ. Đạo Kitô được truyền bá rộng khắp trong vùng đất quanh Địa Trung Hải. Sau này, khi đế quốc La Mã tan vỡ thì đạo Kitô đã hầu như ăn sâu và lan rộng khắp châu Âu.